# Bedopassa Buassat
Bedopassa Buassat Djonde (ur. 20 września 1992) – zapaśnik z Gwinei Bissau walczący w stylu wolnym. Olimpijczyk z Rio de Janeiro 2016, gdzie zajął piętnaste miejsce w kategorii 97 kg.
Szesnasty w indywidualnym Pucharze Świata w 2020. Brązowy medalista mistrzostw Afryki w 2019. Siódmy na Igrzyskach Solidarności Islamskiej w 2017 roku.
- Turniej w Rio de Janeiro 2016

Przegrał z Magomiedem Ibragimowem z Uzbekistanu.